# Bhatpara
Bhatpara (en bengalí: ভাটপাড়া) es un pueblo suburbano y municipio en la jefatura policial de Jagatdal de la subdivisión de  Barrackpore en el distrito Norte 24 Parganas en el estado de  Bengala Occidental, India. Se encuentra a orillas del río Hooghly. Tiene una rica tradición en la enseñanza del Sánscrito. El nombre 'Bhatpara' deriva del nombre antiguo "Bhatta-Palli", donde 'Bhatta' hace referencia en sánscrito a la secta de los pandits brahmanes  y 'palli' significa villa o localidad. Es una de los municipios más antiguos de Bengala Occidental, alcanzando tal estatus en 1899, cuando se la separó del municipio de Naihati. Durante la era de dominio británico y posteriormente, se convirtió en un importante centro industrial sobre las orillas del río Hoogly, principalmente con las numerosas plantas procesadoras de yute que se asentaron en la zona. 

## Economía
Antiguamente un porcentaje importante de la población trabajaba en los molinos de yute. En la actualidad los habitantes de Bhatpara trabajan mayormente en servicios tanto en el sector público como privado fuera del área (en Calcuta y zonas vecinas) y pequeños comercios en la población.